# الخفيفية (الدوادمي)
الخفيفية، هي قرية من فئة (ب) تقع في محافظة الدوادمي، والتابعة لمنطقة الرياض في السعودية. وتبعد الخفيفية عن محافظة الدوادمي بمسافة تقارب (70) كم.